# Sell, Sell, Sell
Sell, Sell, Sell è il terzo album in studio del cantautore britannico David Gray, pubblicato nel 1996.

## Tracce
1. Faster, Sooner, Now – 2:23
2. Late Night Radio – 3:53
3. Sell, Sell, Sell – 5:11
4. Hold on to Nothing – 4:15
5. Everytime – 4:41
6. Magdalena – 4:24
7. Smile – 4:06
8. Only the Lonely – 4:46
9. What Am I Doing Wrong? – 5:01
10. Gutters Full of Rain – 4:22
11. Forever Is Tomorrow Is Today – 5:33
12. Folk Song – 5:15

Durata totale: 53:50